# Бельгард Олександр Люціанович
Олександр Люціановіч Бельгард (4 жовтня 1902, Ландварово — 1992) — український радянський учений, фахівець з екології, геоботаніки, степового лісорозведення, доктор біологічних наук, доктор сільськогосподарських наук, професор Дніпропетровського державного університету. Заснував кафедру геоботаніки, ґрунтознавства та екології університету, під його керівництвом створено постійно діючу Комплексну експедицію ДДУ з вивчення лісів степової зони і Присамарський біосферний стаціонар ДДУ. Автор вчення про ліси степової зони, з 1971 року розроблена ним дисципліна «Степове лісознавство» увійшла до програми багатьох вищих навчальних закладів СРСР.

## Біографія
Олександр Люціановіч Бельгард народився 4 жовтня 1902 року в селищі Ландварово Віленської губернії Росії (нині Лентварис, Литва, Тракайський район). Батько його був робітником, майстром на дротяно-цвяховому заводі.
1915 року у зв'язку з наступом німецьких військ завод евакуйовано до Катеринослава (нині Дніпро), і сім'я Бельгардів переїхала із заводом.
1920 року Олександр Люціановіч закінчив школу, а в 1921 — короткострокові лісові курси. Після курсів брав участь в роботах по реєстрації та влаштуванню лісового фонду.
1927 року закінчив біологічний факультет Дніпропетровського інституту народної освіти (нині Дніпровський національний університет імені Олеся Гончара) і продовжив навчання в аспірантурі Українського інституту прикладної ботаніки. В аспірантурі О. Л. Бельгард спеціалізувався на лісовій геоботаніці, його науковим керівником став Г. М. Висоцький. Одночасно в 1927—1930 роках О. Л. Бельгард викладав біологічні дисципліни у вечірній професійно-технічній школі при заводі ім. Петровського. Після аспірантури обійняв посаду асистента в Інституті соціального виховання, а потім доцента в Інституті професійної освіти, одночасно викладав ботаніку в Дніпропетровській вищій сільськогосподарській школі.
1932 року організував біологічну станцію на березі річки Самари, у селі Андріївка Новомосковського району. Тут були започатковані дослідження Самарського бору і лісів Присамар'я, що тривають досі. Згодом біостанція стала міжнародним біосферним стаціонаром Комплексної експедиції Дніпропетровського університету. У 1933 році став завідувачем кафедри геоботаніки і вищих рослин Дніпропетровського державного університету, в 1934-му затверджений у вченому званні доцента. У 1935—1936 - виконував обов'язки декана біологічного факультету. У 1937 році захистив дисертацію «Геоботанічний нарис Новомосковського бору», і йому було присуджено вчений ступінь кандидата біологічних наук.
З серпня 1941 по квітень 1944 року О. Л. Бельгард разом із колективом біологічного факультету перебував в евакуації в станиці Іллінській Краснодарського краю, тут він викладав біологію в середній школі. Повернувшись з евакуації, Олександр Люціановіч продовжив працювати завідувачем кафедри геоботаніки, а з осені 1944 — за сумісництвом у Дніпропетровському ботсаду. У 1947—1949 роках знову виконував обов'язки декана біофаку.
25 грудня 1947 О. Л. Бельгард захистив докторську дисертацію, а в грудні 1948  йому присуджено науковий ступінь доктора біологічних наук та вчене звання професора.
У 1949 році О. Л. Бельгард організував Комплексну експедицію ДДУ, що займається дослідженнями природних і штучних лісів степової зони, експедиція проводить дослідження на великій території — від Приазов'я до Молдови.

## Внесок у науку
Олександр Люціановіч Бельгард відомий як учений, який зробив великий внесок у теорію лісорозведення, його називають творцем нового вчення — «Степове лісознавство». Ця розробка стала узагальненням багаторічних досліджень, проведених Комплексною експедицією і Присамарським біосферним стаціонаром. Після виходу у світ монографії «Степове лісознавство» (1971) однойменний курс введено в низці ВНЗ СРСР, таких, як Дніпропетровський, Куйбишевський, Якутський університети та інших.
Наукові розробки вченого стали основою для подальшого розвитку степового лісознавства, лісової геоботаніки і лісової біогеоценології. Він розробив типологію штучних лісів степу, засновану на трьох факторах — типі лісорослинних умов, типі екологічної структури і типі деревостою. Ця система типології лісів використовується на практиці при лісорозведенні в степовій зоні України. Одним з найважливіших відкриттів О. Л. Бельгарда називають запропонований ним метод екологічного аналізу рослинного покриву, заснований на розробленій ним же схемі життєвих форм — екоморф. Ідеї О. Л. Бельгарда успішно розвивають його послідовники — Я. П. Дідух, П. Г. Плюта та інші. 

## Визнання
У 2002 році біостанції ДНУ, що знаходиться у селі Андріївка Новомосковського району Дніпропетровської області присвоєно назву «Присамарський біосферний стаціонар ДНУ ім. О. Л. Бельгарда» (з 2010 року — міжнародний Науково-навчальний центр «Присамарський біосферний біогеоценологічний стаціонар ім. О. Л. Бельгарда»).
2012 року видано збірник спогадів про вченого "Він був поетом лісу" (упорядники Олег Григоренко, Петро Чегорка).